# 1¹¹=1 (Power of Destiny)
1¹¹=1 (Power of Destiny) — дебютний студійний альбом південнокорейського гурту Wanna One, випущений 19 листопада 2018 року під лейблами Swing Entertainment та Stone Music Entertainment. Альбом є останнім творінням гурту, що оголосив про свій розпад, що відбувся у січні 2019.

## Реліз альбому
30 жовтня 2018 Wanna One випустили тизерне відео, а також показали назву свого першого повноформатного альбому 1¹¹=1 (Power of Destiny). З 31 жовтня по 4 листопада на сайті гурту розміщалися фото роботи над першим альбомом.
5 листопада 2018 гурт представив головний сингл «Spring Breeze» та оголосив про попереднє замовлення альбому. З 6 по 11 листопада 2018 гурт розміщував концепт фото альбому для Романтичної та Пригодницької версії альбомів.
13 листопада було опубліковано відео тізер до синглу «Spring Breeze». Трек-лист нового альбому було оголошено 15 листопада. 19 листопада було розміщено повну версію відеокліпу до синглу «Spring Breeze» разом з випуском альбому.

## Список треків
| #   | Назва                                                     | Автор слів                        | Автор музики                                                       | Аранжування                       | Тривалість |
| --- | --------------------------------------------------------- | --------------------------------- | ------------------------------------------------------------------ | --------------------------------- | ---------- |
| 1.  | «Destiny» (Intro)                                         | 별들의전쟁 * (GALACTIKA) *)       | 별들의전쟁 * (GALACTIKA) * 아테나                                  | 별들의전쟁 * (GALACTIKA) * 아테나 | 1:11       |
| 2.  | «Spring Breeze» (봄바람, «bombaram»)                      | iHwak Flow Blow                   | iHwak Flow Blow                                                    | Flow Blow                         | 3:55       |
| 3.  | «One's Place» (집, «jib»; lit: «Home»)                    | 정호현 (e.one)                    | 정호현 (e.one)                                                     | 정호현 (e.one)                    | 3:50       |
| 4.  | «Flowerbomb» (불꽃놀이, «bulkkochnoli»; lit: «Fireworks») | Ha Sungwoon O.R.O Vendors         | Ha Sungwoon O.R.O Vendors                                          | O.R.O Vendors                     | 3:37       |
| 5.  | «One Love» (묻고싶다, «mudgosipda»; lit: «I Want To Ask») | 13                                | 13                                                                 | 13                                | 3:30       |
| 6.  | «Deeper»                                                  | iHwak Royal Dive                  | Christian Fast Christoffer Lauridsen Didrik Thott iHwak Royal Dive | Royal Dive                        | 3:37       |
| 7.  | «Hide and Seek» (술래, «sullae»)                          | MOT                               | MOT                                                                | MOT                               | 3:05       |
| 8.  | «Awake!»                                                  | 정호현 (e.one) Park Woojin        | 정호현 (e.one)                                                     | 정호현 (e.one)                    | 3:14       |
| 9.  | «12th Star» (12번째 별,"12beonjjae byeol")                | IMAGES 조은별                     | IMAGES 조은별                                                      | IMAGES                            | 3:59       |
| 10. | «Pine Tree» (소나무, «sonamoo»)                           | 별들의전쟁 * (GALACTIKA) * 아테나 | 별들의전쟁 * (GALACTIKA) * 아테나                                  | 별들의전쟁 * (GALACTIKA) * 아테나 | 4:00       |
| 11. | «Beautiful» (아름다울 (Part II), «aleumdaul»)             | Tenzo, Kebee                      | Tenzo Wooziq                                                       | Wooziq                            | 4:02       |

↑  лише на CD

## Чарти
| Чарт (2018)                     | Вища позиція |
| ------------------------------- | ------------ |
| Японія Japanese Albums (Oricon) | 3            |
| South Korean Albums (Gaon)      | 1            |
| США World Albums (Billboard)    | 12           |